# Терроба
Терроба (ісп. Terroba) — муніципалітет в Іспанії, у складі автономної спільноти Ла-Ріоха. Населення — 39 осіб (2009).
Муніципалітет розташований на відстані близько 230 км на північний схід від Мадрида, 24 км на південь від Логроньйо.

## Демографія
Динаміка населення (INE ):

## Галерея зображень

Розташування муніципалітету
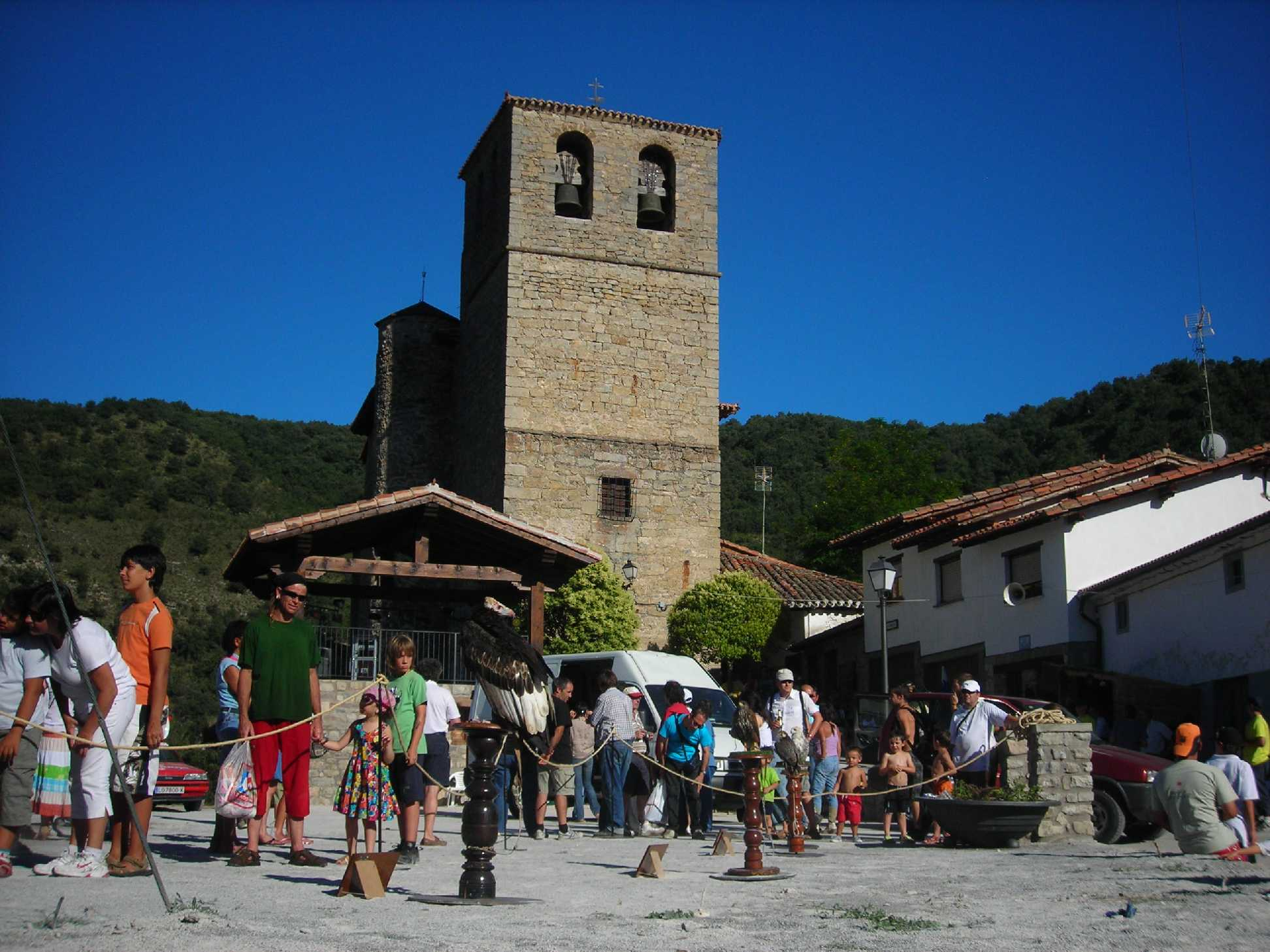
Церква Санта-Еулалія-ель-Діа-дель-Камеро-В'єхо